# فلوک آکینرادوو
فلوک آکینرادوو (به انگلیسی: Foluke Akinradewo) (متولد ۵ اکتبر ۱۹۸۷) عضو تیم والیبال ایالات متحده آمریکا است. او به عنوان بازیکن سال مسابقات کالج‌ها در سال ۲۰۰۷ و ۲۰۰۸. تا ژوئیه ۲۰۰۸ انتخاب شد. فلوک در جایزه بزرگ جهان ۲۰۱۰ نیز به عنوان باارزش‌ترین بازیکن مسابقات دست یافت و در ترکیب تیم ملی آمریکا که به مدال المپیک ۲۰۱۲ لندن رسید حضور داشت.